# Südandenhirsch
Der Südandenhirsch (Hippocamelus bisulcus), auch Chilenischer Huemul oder Guemal, Südandenhuemul oder Patagonischer Huemul genannt, ist eine mittelgroße Art aus der Familie der Hirsche, die in den Anden von Südchile und Argentinien heimisch ist. Huemuls erreichen eine Schulterhöhe von 90 Zentimetern und ein Gewicht von 90 Kilogramm. Die IUCN hat die Art als stark gefährdet eingestuft. Der Südandenhirsch ist mit dem etwas kleineren Nordandenhirsch eng verwandt.

## Beschreibung
Als mittelgroße Art der Hirsche mit kurzen, gämsenähnlichen Beinen und einem plumpen Körperbau ist der Huemul an das Leben in den Hochgebirgsregionen der Anden gut angepasst. Die Schulterhöhe beträgt 80 bis 90 Zentimeter, die Kopf-Rumpf-Länge 140 bis 175 Zentimeter. Der Schwanz ist durchschnittlich 13 Zentimeter lang. Die obere Linie des Halsansatzes ist deutlich konkav, die Stirn breit und die Lauscher lang und spitz und ähneln denjenigen des Esels. Das sehr dichte Fell ist stumpf braun. Das Winterfell hat einen gräulicheren Ton. Männchen besitzen einen dunklen Streifen auf dem Nasenrücken, der sich zwischen den Augen gabelt, so dass der Eindruck eines Paares dunkler Augenbrauen entsteht.
Das dichotome Geweih, welches nur die Männchen tragen, steht auf deutlich erhöhten Rosenstöcken und entwickelt sich meist nur bis zum Gabelzustand, bildet aber gelegentlich unregelmäßige Enden aus. Die Stange bildet einen langen Spieß und ist nahe der Rosenkräuselung schwach kanneliert und ein wenig geperlt.

## Lebensraum
Der Chilenische Huemul kommt heutzutage hauptsächlich in den Bergen der Anden vor, von Meeresspiegelhöhe bis in Höhen von 3000 Metern. Bevorzugte Habitate sind die Waldränder und Wälder der Scheinbuchen. Lokal besiedelt der Huemul noch verschiedene Habitate: von Talsenken bis zu steilen Berghängen, von offenen Graslandschaften bis zu geschlossenen Buschlandschaften oder bewaldeten Habitaten, einschließlich gemischten Habitaten oder gar Waldbrandflächen. Die Muster, nach denen die unterschiedlichen Habitate benutzt werden, variieren und hängen von ihrer Verfügbarkeit, der Jahreszeit, dem Vorkommen anderer Herbivoren und Prädatoren sowie von Störungen durch den Menschen ab. In der Vergangenheit kam der Huemul jedoch auch in den vollständig baumfreien Gebieten der patagonischen Grasebenen vor.
Die höchste noch vorhandene Populationendichte weisen küstennahe periglaziale Gletschertäler auf, die sich auf Meeresspiegelhöhe befinden. Aufgrund der Abgeschiedenheit und der rauen Umweltbedingungen haben diese Gebiete weniger menschliche Einwirkung erfahren als dies anderswo der Fall war.
Die Größe der über das Jahr genutzten Streifgebiete wird auf 350 bis 650 Hektar geschätzt, wobei täglich zurückgelegte Distanzen bis zu 8 Kilometer betragen können, jedoch selten fünf Kilometer überschreiten.

## Verhalten und Ökologie
Huemuls finden in Gruppen mit bis zu elf Individuen zusammen. Einzelne Männchen sind ebenfalls keine Seltenheit. In der Vergangenheit konnte die Gruppengröße hingegen mehr als 100 Huemul betragen, dabei handelte es sich mit hoher Wahrscheinlichkeit jedoch um Winteransammlungen. Dies lässt den Schluss zu, dass die Bestandsdichte an vielen Orten höher als heute war. Es gibt viele einzelgängerisch lebende männliche Tiere. Männchen versammeln mehrere Weibchen um sich und verteidigen diese aggressiv gegen andere Männchen.

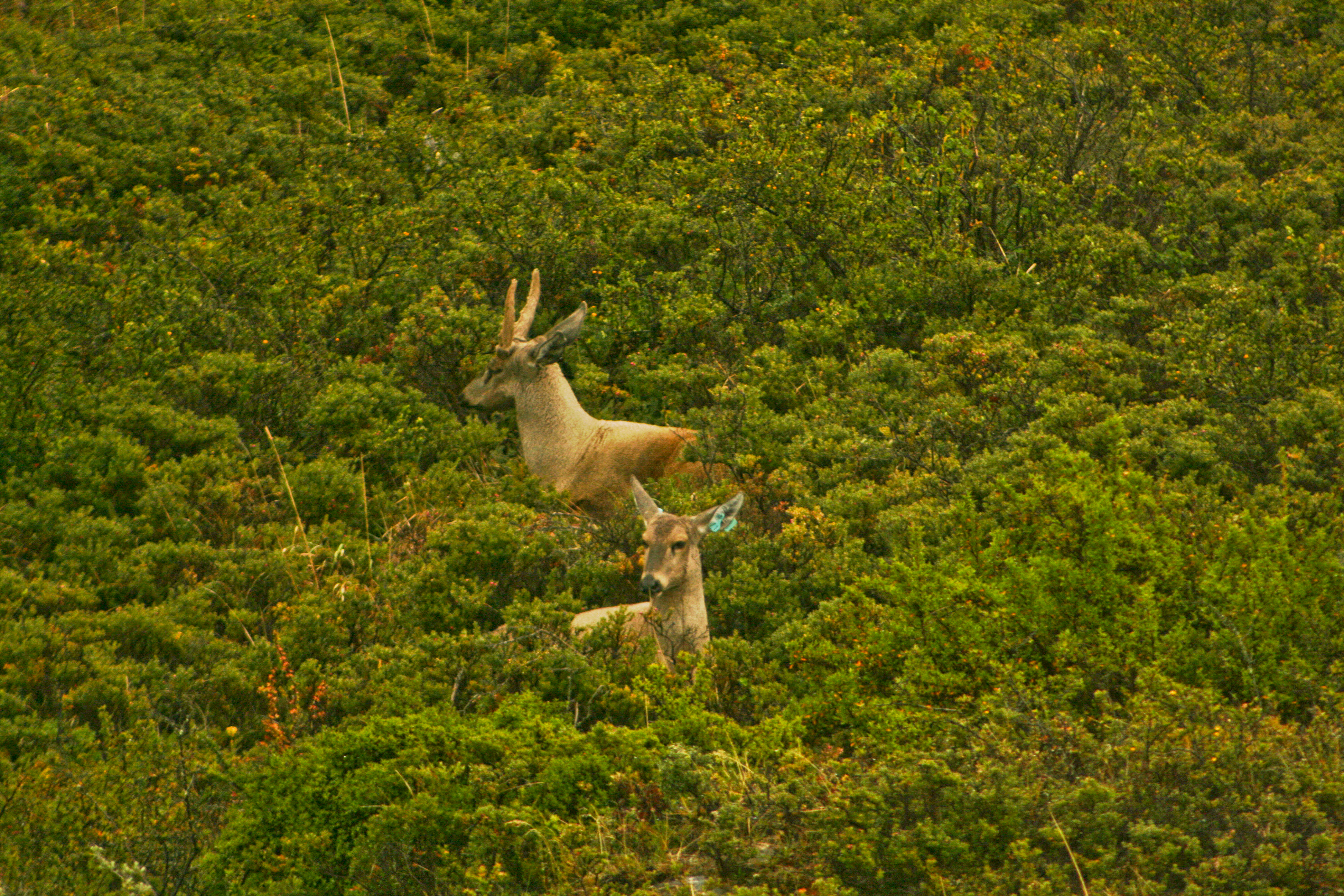
Ein Pärchen Südandenhirsche

Südandenhirsche sind einerseits wenig wählerisch in der Auswahl ihrer Nahrung, die größtenteils von der Vegetationsgemeinschaft des jeweiligen Habitats sowie der Konkurrenz durch andere Herbivore abhängt. Andererseits wenden weibliche Exemplare 93 % der Futtersuche auf, um nur zwei verschiedene Pflanzenarten zu fressen. Die Zusammensetzung der Nahrung unterscheidet sich von Subpopulation zu Subpopulation teils erheblich. Als Laubfresser benötigt der Huemul jedoch vor allem Knospen, Zweige und andere holzige Pflanzen als Nahrung. Der hohe Nährstoffbedarf der Wiederkäuer schließt trockene Gräser wegen der schlechten Verdaulichkeit als Nahrungsgrundlage aus. Jahreszeitlich konsumieren Huemul jedoch auch frisch gewachsenes Gras. Es gibt Hinweise auf saisonale Wanderungen, die je nach Habitat, Nahrungsangebot und Schneedecke in Länge und Dauer variieren können.
Die Brunft findet hauptsächlich von Mitte Februar bis Mitte April statt, manchmal bis in die erste Juniwoche hinein, wobei die Männchen während dieser Zeit um die Weibchen werben. Die Männchen beschnuppern die Weibchen heftig, indem sie flehmen und ihnen folgen, sie berühren und schließlich begatten. Die Weibchen weichen zunächst im Zickzack aus, und die Männchen versuchen selten ein Weibchen von der Annäherung an ein anderes Männchen abzuhalten. Alle 10 bis 12 Tage erreicht das Balzverhalten vor demselben Weibchen im Zusammenhang mit der Follikelreifung einen Höhepunkt. Rivalen werden zwar angegriffen, Drohungen und Imponierstellung sind jedoch wenig ausgeprägt und Ritualkämpfe daher selten. Die Männchen setzten Duftmarken, indem sie Gesicht und Kopf an der Vegetation reiben. Die meisten Jungen kommen im November und Dezember zur Welt. Die Kitze sind ungepunktet und liegen meist versteckt an sicheren Orten, während die Mutter nach Futter sucht.
Natürliche Feinde des Huemul sind der Puma und der Andenschakal, wobei die Schakale vor allem den Jungtieren gefährlich werden. Der Mensch und Haushunde stellen weitere ernstzunehmende Bedrohungen für die Hirsche dar. Dem Menschen gegenüber sind Südandenhirsche im Unterschied zum europäischen Hirschwild nicht sehr scheu, was zu ihrer leichten Bejagbarkeit beigetragen hat. Dicht besiedelte Regionen, besonders Regionen mit zahlreichen verwilderten Haushunden werden gemieden. Wenn sich Südandenhirsche durch Räuber bedroht fühlen, versuchen sie zunächst der Gefahr durch Stillhalten oder Verstecken zu entgehen, was jedoch angesichts der Bejagung durch den Menschen mit Feuerwaffen keine ideale Strategie darstellt. Auf der Flucht versuchen sie hartnäckige Verfolger durch ihre Geschwindigkeit abzuschütteln oder indem sie sich in Felswände oder in Seen flüchten, da sie sehr effiziente Schwimmer sind. Beobachtungen zufolge ermüden erwachsene Huemuls bereits nach relativ kurzen Strecken.

## Verbreitung und Gefährdung

Verbreitungsgebiet des Südandenhirsches

Der Südandenhirsch ist in Gebirgsregionen von Südchile und dem Süden Argentiniens endemisch. Schätzungen zu den Beständen des Südandenhirsches reichen von 1048 bis maximal 1500 Tieren. Dies entspricht einem Rückgang von 99 % gegenüber dem ursprünglichen Bestand. Aufgrund der Tatsache, dass der Südandenhirsch vornehmlich abgelegenes und schwer zugängliches, bewaldetes und schroffes Gelände bevorzugt, gestalten sich genaue Schätzungen über die Populationsgrößen jedoch schwierig. Die Bestandsdichte beträgt 5–8 Individuen pro Quadratkilometer. Der Bestand ist über das gesamte Verbreitungsgebiet stark zersplittert und teilt sich in 101 Gruppen (Subpopulationen) auf.
Die Art war ursprünglich zwischen 34 und 54 Grad südlicher Breite weitverbreitet, während sie heute nur noch innerhalb eines sehr schmalen, etwa 1900 Kilometer langen Streifens zwischen dem 40. und dem 49. Breitengrad zu finden ist, mit einer reliktären Population zwischen dem 36. und 37. Breitengrad. Dies spricht dafür, dass das Verbreitungsgebiet seit dem 19. Jahrhundert dramatisch geschrumpft ist, so dass die Populationen nun sehr klein und zersplittert sind. Schätzungen zufolge haben die Bestände der Art in den letzten Jahrzehnten um 50 % in Chile und um ein Drittel in Argentinien abgenommen. Jedoch konnte eine Stabilisierung einzelner Populationen festgestellt werden, sobald effektive Schutzmaßnahmen wie die Entfernung von Nutzvieh aus den Schutzgebieten sowie die strikte Verfolgung von Wilderei durchgesetzt werden. In den untersuchten Tälern konnte sogar eine Zunahme der Populationsgröße in den Jahren 2004 bis 2008 beobachtet werden, die sich auf die Zuwanderung von Huemul aus höheren Lagen gründet. Andere Studien kommen jedoch zu dem Schluss, dass die Bestände des Südandenhirsches sich in einem eindeutigen Prozess der Abnahme und der genetischen Verarmung befinden.
Der Südandenhirsch gilt als vom Aussterben bedroht und ist wie der nahe verwandte Nordandenhirsch im Anhang I des CITES-Abkommens gelistet. Die IUCN führt den Südandenhirsch als stark gefährdet (endangered). Die wichtigste Ursache für den Rückgang der Bestände und des Verbreitungsgebietes liegt wahrscheinlich in einer Kombination von übermäßiger Bejagung, zu großen Viehbeständen sowie der Konversion natürlicher Gebiete in Agrarflächen, welche in Habitatsverlust insbesondere der Überwinterungsgebiete und damit einhergehend der Abnahme der Winterwanderungen resultieren. Huemuls können nicht in Gebieten mit einer Schneedecke höher als 30 Zentimeter überleben. Weitere Bedrohungen stellen die Nahrungskonkurrenz durch andere Herbivore, insbesondere des eingeführten Rothirsches, die geringe Größe der Teilpopulationen an sich sowie die damit einhergehende genetische Verarmung und die Anfälligkeit der kleinen Populationen für Krankheiten und Raubtiere dar. Hinzu kommen nach wie vor unzureichende Schutzmaßnahmen durch die verantwortlichen Regierungen.
Der Verdrängungsprozess begann bereits vor der Ankunft der Spanier und erreichte seinen Höhepunkt, bevor zuverlässige, systematische Studien zu den Beständen unternommen wurden. Analog zur Besiedlungsgeschichte waren die Auswirkungen zunächst im Norden größer als im Süden, insbesondere im nordwestlichen Zentraltal von Chile.
Die Tiere nahmen laut neueren Erkenntnissen einst nur Sommereinstand in den Bergen. Im Winter stiegen sie ins Tal ab, wo weniger Schnee lag und Nahrung noch reichlich vorhanden war. Durch die zunehmende Besiedlung und Bejagung überlebten nur die Tiere, die nicht mehr lernten, im Winter aus den Bergen abzusteigen. In den Bergen haben sie im Winter mit Schneemassen und Nahrungsmangel zu kämpfen. Daher ist der generelle Zustand der Huemul schlecht. Ihnen fehlen dort oben Mineralien wie Selen, Kupfer und Mangan, die sie früher in den Wintereinständen mit der Nahrung aufnehmen konnten. In den Bergen fehlen diese. Das führt zu Knochen- und Gelenkschäden, die die Huemul beim Laufen behindern und ihnen Schmerzen bereiten. Häufig fehlen auch Zähne, so dass die Nahrungsaufnahme gehemmt ist.
Die Verbreitungsgebiete des Südandenhirsches und des nahe verwandten Nordandenhirsches überschneiden sich nicht.

## Schutzmaßnahmen
63 % aller Subpopulationen liegen außerhalb von Schutzgebieten und es besteht ein dringender Bedarf an einem Managementplan für den Erhalt der letzten Exemplare. Der Humuel steht sowohl in Argentinien als auch in Chile auf der Roten Liste. Die Art ist in Chile seit 1929 und in Teilen von Argentinien seit 1989 geschützt. Die meisten Schutzgebiete in beiden Ländern bestehen allerdings nur auf dem Papier: Finanzielle Beschränkungen führen zu unzureichender personeller Ausstattung und Infrastruktur und verhindern somit eine genaue Erfassung und Überwachung, die Voraussetzung für die Durchsetzung von effektiven Schutzmaßnahmen.
Im Zuge der Bonner Konvention unterzeichneten Chile und Argentinien 2010 eine Absichtserklärung zum effektiveren Schutz des akut vom Aussterben bedrohten Südandenhirsches. In dem Papier kommen beide Seiten überein, gemeinsam effektive Schutzmaßnahmen für die Teilpopulationen mit grenzüberschreitenden Habitaten zu erarbeiten, und innerhalb des Verbreitungsgebietes des Huemul jene Habitate zu identifizieren und zu konservieren, welche für das Überleben der Spezies von vitaler Bedeutung sind. Weiterhin beabsichtigen die Unterzeichnerstaaten, angemessene Maßnahmen zur Regulierung und Kontrolle von Faktoren, welche sich schädlich auf die Erhaltungsmaßnahmen auswirken (i. e. Vorgehen gegen Wilderer, Habitatsverlust, Einschleppen von Krankheiten etc.), einzuleiten.

Wappen Chiles mit Huemul und Andenkondor

Außerdem streben die Vertragsparteien einen wissenschaftlichen Austausch mit regelmäßigen Statusreporten und jährlichen Treffen sowie die Implementierung eines Aktionsplanes an.

## Sonstiges
Der Huemul ist auf dem chilenischen Staatswappen zusammen mit einem Andenkondor abgebildet. Beide Tiere tragen eine Krone. Der Südandenhirsch und der Kondor sind nationale Symbole Chiles.